# جویبار لحظه‌ها
جویبار لحظه‌ها با نام قبلی چون سبوی تشنه کتابی از محمدجعفر یاحقی است که در آن نویسنده به نقد و بررسی ادبیات معاصر فارسی اعم از نثر و نظم می‌پردازد. این کتاب از جمله منابع اصلی درس ادبیات معاصر در دانشگاه‌های ایران است.